# Напа (окръг)
Вижте пояснителната страница за други значения на Напа.
Напа (на английски: Napa) е окръг в Калифорния. Окръжният му център е град Напа.

## Население
Окръг Напа е с население от 124 279 души. (2000) 13 души са отбелязали, че са от български произход на последното преброяване на населението.(2000)

## Градове
- Американ кениън
- Калистога
- Диър Парк
- Напа
- Света Елена

## Градчета
- Янтвил